# NEOGEO オンラインコレクション
『NEOGEO オンラインコレクション』（ネオジオ オンラインコレクション）とは、2005年から2008年までSNKプレイモア（現SNK）が発売していた、かつてネオジオでリリースされた対戦型格闘ゲーム（一部例外あり）をPlayStation 2（PS2）へと完全移植した復刻版・コンピレーションソフトのシリーズである。

## 概要
復刻版であるため、オリジナルと違いBGMがアレンジされていたり、一部の描写が差し替えられているなど、若干の変更がある。また、過去にPS2で同名のタイトルが単品で移植されていたものも一部あるが、本シリーズはあくまでもネオジオ版をベースとした復刻版のため、以前の家庭用移植版にあった独自追加要素は一部を除いて収録されていない。
「オンライン」という名称通り、全タイトルがKDDIによる通信オンライン対戦サービス「マルチマッチングBB」に対応していたが、ネットワークサービスは2010年9月20日をもって終了している。また、一部は後にPlayStation 3向けのダウンロードサービス、ゲームアーカイブスでも配信されたが、オンラインには対応していない（本体がオンラインに接続されている環境でも不可）。

## シリーズ
- 最終作のVol.12までの時点で、発売されているタイトルは全てCERO：B（12才以上対象）[2]。
- ◎は、ゲームアーカイブスで配信中のタイトル。

Vol.1：餓狼 MARK OF THE WOLVES ◎
- 2005年6月30日発売。限定版あり。
- THE BEST：2007年6月21日発売。
- ゲームアーカイブス：2015年6月17日配信開始。

この作品のみネオジオ版の完全再現ではなく、移植の際に修正されている部分があったり、モードが少々追加されている。
限定版には「ネオジオスティック2」が同封されている。
Vol.2：幕末浪漫 月華の剣士1・2
『幕末浪漫 月華の剣士』と『幕末浪漫第二幕 月華の剣士 〜月に咲く華、散りゆく花〜』のセット。
- 2006年1月12日発売。
- THE BEST：2007年6月21日発売。

Vol.1とは違って、ネオジオ版をベースとした移植であり、以降の作品もそれに沿った形で移植されているが（ネオジオの起動画面も収録され、以降も一部を除いて収録される）このVol.2については「基本操作の説明」のシーンだけ省かれている。
Vol.3：THE KING OF FIGHTERS -オロチ編- ◎
『THE KING OF FIGHTERS』シリーズ（以下『KOF』）のうち、オロチ編の作品である『KOF'95（第一章）』、『KOF'96（第二章）』、『KOF'97（最終章）』のセット。
- 2006年4月20日発売。限定版あり。
- THE BEST：2007年6月21日発売。
- ゲームアーカイブス：2015年7月15日配信開始。

このタイトルから「基本操作説明」のシーンも収録される。
プラクティスモードはなし。
ネオジオ版をベースとした移植であるが、各シリーズの隠しキャラクターが全て隠しコマンドを入力しなくても使用可能になっている他、『KOF'96』のネオジオ版では使用不可だった神楽ちづるとゲーニッツの2人が使用可能になっている。ただし、『KOF'97』の最終ボスのオロチはネオジオ版と同様使用不可。
限定版には「ネオジオスティック3」が同梱。
Vol.4：龍虎の拳 〜天・地・人〜 ◎
『龍虎の拳』、『龍虎の拳2』、『ART OF FIGHTING 龍虎の拳 外伝』のセット。
- 2006年5月11日発売。
- THE BEST：2007年6月21日発売。
- ゲームアーカイブス：2015年7月15日配信開始。

『龍虎の拳』と『龍虎の拳2』の両作品のネオジオ版でできたセーブデータリンク機能は再現されていない。
『龍虎の拳』は、対戦ではステージなど関係なしに無条件でボスのMr.BIGとMr.KARATEが使用可能。
『龍虎の拳 外伝』は、ネオジオCDを含む家庭用ネオジオ版を除けば初移植となる。また、『外伝』は、MVS版には存在していたもののネオジオ版では再現されていなかったキャラクター誕生日強化システムがPS2本体内蔵の日付時計と連動する形で搭載されている。
これもプラクティスモードはなし。
ネオジオ版ベースの移植のため、『龍虎の拳2』でギース・ハワードは使用不可。
Vol.5：餓狼伝説 バトルアーカイブズ1
『餓狼伝説』、『餓狼伝説2』、『餓狼伝説SPECIAL』、『餓狼伝説3』のセット。
- 2006年7月20日発売。
- THE BEST：2008年5月29日発売。

『餓狼伝説SPECIAL』では、2P対戦モード限定で隠しキャラクターのリョウ・サカザキが最初から使用可能になっている。
『餓狼伝説3』では、ネオジオ版では条件が必要だった隠しキャラクターのボス3人である山崎竜二、秦崇秀、秦崇雷が無条件で使用可能（ただし解説書記載の隠しコマンドは入力する必要がある）。
これもプラクティスモードはなし。
Vol.6：餓狼伝説 バトルアーカイブズ2 ◎
『リアルバウト餓狼伝説』、『リアルバウト餓狼伝説スペシャル』、『リアルバウト餓狼伝説2 THE NEWCOMERS』のセット。
- 2007年2月22日発売。
- THE BEST：2008年5月29日発売。
- ゲームアーカイブス：2015年8月19日配信開始。

この作品以降、Vol.3以降の製品（一部の収録作品を除く）としては初めてプラクティスモードなどが導入されたが、直接移行できるように別途に組み込まれている。
『リアルバウト餓狼伝説』では、ブルー・マリーのリングアウト時の演出が修正されている。
『リアルバウト餓狼伝説スペシャル』では、隠しコマンドでギース・ハワードが使用可能。
『リアルバウト餓狼伝説2』はネオジオCDを含む家庭用ネオジオを除けば本作が初移植となる。付属の解説書記載の隠しコマンドで、家庭用ネオジオやネオジオCDでもCPU専用だった隠しボスキャラクターのアルフレッドが使用可能になっている。
発売日の数日前までにゲオで予約すると、テリー・ボガードがかぶっているキャップを再現したものが予約特典として貰えた。
Vol.7：THE KING OF FIGHTERS -ネスツ編- ◎
ネスツ編の作品である『KOF'99（第一章）』、『KOF2000（第二章）』、『KOF2001（最終章）』のセット。
- 2007年4月19日発売。
- THE BEST：2008年5月29日発売。
- ゲームアーカイブス：2015年6月17日配信開始。

ネオジオ版とドリームキャスト版がそれぞれの作品ごとに移植されており、実質的には計6作品をプレイできるが、シリーズ名に反するかのように、オンライン対戦が可能なのはドリームキャスト版のみとなっている。
なお、各作品のドリームキャスト版では、元は隠しキャラクターだったボス・追加キャラクターが全て、最初から無条件で使用可能（一部、付属の解説書に記載されている隠しコマンドの入力が必要）。
ネオジオ版については、ネオジオ起動時のシーンだけが省かれている。
Vol.8：風雲 SUPER COMBO ◎
『風雲黙示録』と『風雲スーパータッグバトル』のセット。
- 2007年6月21日発売。
- THE BEST：2008年5月29日発売。
- ゲームアーカイブス：2015年8月19日配信開始。

どちらもネオジオCDを含む家庭用ネオジオ版を除けば今回が初の家庭用移植となる。
Vol.9：ワールドヒーローズ ゴージャス
『ワールドヒーローズ』、『ワールドヒーローズ2』、『ワールドヒーローズ2JET』、『ワールドヒーローズ パーフェクト』のセット。
- 2007年10月18日発売。
- THE BEST：2009年6月18日発売。

このシリーズは、SNKプレイモアから続編が発売されている『ティンクルスタースプライツ』同様、旧SNKと資本提携をしていたADK（旧：アルファ電子）の作品であったが、SNKプレイモアがADK作品の版権を取得していたために発売が実現した。
Vol.10：THE KING OF FIGHTERS '98 -ULTIMATE MATCH- ◎
- 2008年6月26日発売。
- THE BEST：2009年6月18日発売。
- ゲームアーカイブス：2014年11月19日配信開始。

過去に発売された『KOF'94』のリメイク作品『'94 RE-BOUT』と同じく、リメイク版『'98UM』とオリジナル（ネオジオ）版『'98』が共に収録されており、オリジナル版については、ネオジオ起動時のシーンと「基本操作の説明」のシーンが省かれている。
また、「基本操作の説明」のシーンについては、リメイク版も省かれている。
初回限定として、ミニ花蝶扇ストラップが付属。
Vol.11：サンソフトコレクション
サン電子の「SUNSOFT」ブランドのネオジオ作品である『ギャラクシーファイト ユニバーサル・ウォーリアーズ』と『わくわく7』のセット。
- 2008年6月26日発売。
- THE BEST：2009年6月18日発売。

2タイトルの版権はサン電子が所持しているため、©SUNSOFTのコピーライトが併記されている。
なお、ネオジオ起動時のシーンだけが省かれている。
Vol.12：サムライスピリッツ 六番勝負
『サムライスピリッツ』、『真サムライスピリッツ 覇王丸地獄変』、『サムライスピリッツ 斬紅郎無双剣』、『サムライスピリッツ 天草降臨』、『サムライスピリッツ零』、『サムライスピリッツ 天下一剣客伝』のセット。
- 2008年7月24日発売。
- THE BEST：2009年6月18日発売。

本製品収録の6作品のうち、ネオジオ作品ではない『天下一剣客伝』のみアーケード版（ATOMISWAVE版）ではなくPlayStation 2向けに発売された単体版をベースとしたものが他5作品とは独立した枠として収録され、追加要素としてほとんどのキャラクターの声優が過去のシリーズ内の作品で担当した声優になり、本来の声優と切り替えることのできる機能が新たに追加されている（一部のキャラクターのみどちらに設定しても同じ声優のまま）。ただし、本作とPS2単品版とのオンライン対戦はサーバーが違うため不可。
Wii版も同時発売されたが、オンライン対戦には非対応でありプラットフォームも異なるため、本シリーズには含まれない（公式サイト参照）。Wii版のみの要素として独自のミニゲームが収録されている。
2009年には北米でPlayStation Portable版も発売されたが、日本では未発売。

### コンプリートBOX
2009年12月23日には初回生産のみの完全限定商品として、『NEOGEOオンラインコレクション コンプリートBOX』が上下2巻同時発売となった。これまでのシリーズ12本を上巻と下巻で6本ずつに分けて収録している。さらに購入者特典として、それぞれの収録タイトル分のMVS筐体専用のインストラクションカードを復刻した「復刻版ELカードセット」（上巻19タイトル、下巻15タイトル）と、それらを収納した「NEOGEO専用メモリーカード型ケース」が付属する。レーティングはどちらもCERO：B（12才以上対象）。
- 上巻収録タイトル
  - 『餓狼伝説バトルアーカイブズ1』（Vol.5）
  - 『餓狼伝説バトルアーカイブズ2』（Vol.6）
  - 『餓狼 MARK OF THE WOLVES』（Vol.1）
  - 『龍虎の拳〜天・地・人〜』（Vol.4）
  - 『サムライスピリッツ六番勝負』（Vol.12）
  - 『サンソフトコレクション』（Vol.11）
- 下巻収録タイトル
  - 『THE KING OF FIGHTERS オロチ編』（Vol.3）
  - 『THE KING OF FIGHTERS'98 ULTIMATE MATCH』（Vol.10）
  - 『THE KING OF FIGHTERS ネスツ編』（Vol.7）
  - 『ワールドヒーローズゴージャス』（Vol.9）
  - 『風雲スーパーコンボ』（Vol.8）
  - 『幕末浪漫 月華の剣士1・2』（Vol.2）